# Пийри (Сааремаа)
Пи́йри (эст. Piiri) — деревня в волости Муху уезда Сааремаа, Эстония.

## География и описание
Расположена в западной части острова Муху. Высота над уровнем моря — 19 метров.
Климат умеренный. Официальный язык — эстонский. Почтовый индекс — 94730.

## Население
По данным переписи населения 2021 года, в деревне проживали 39 человек, все — эстонцы.
Численность населения деревни Пийри:
| Год  | 1959 | 1970 | 1979  | 1989  | 2000 | 2011 | 2021 |
| ---- | ---- | ---- | ----- | ----- | ---- | ---- | ---- |
| Чел. | 68   | ↘ 25 | ↗ 192 | ↘ 153 | ↘ 69 | ↘ 40 | ↘ 39 |

## История

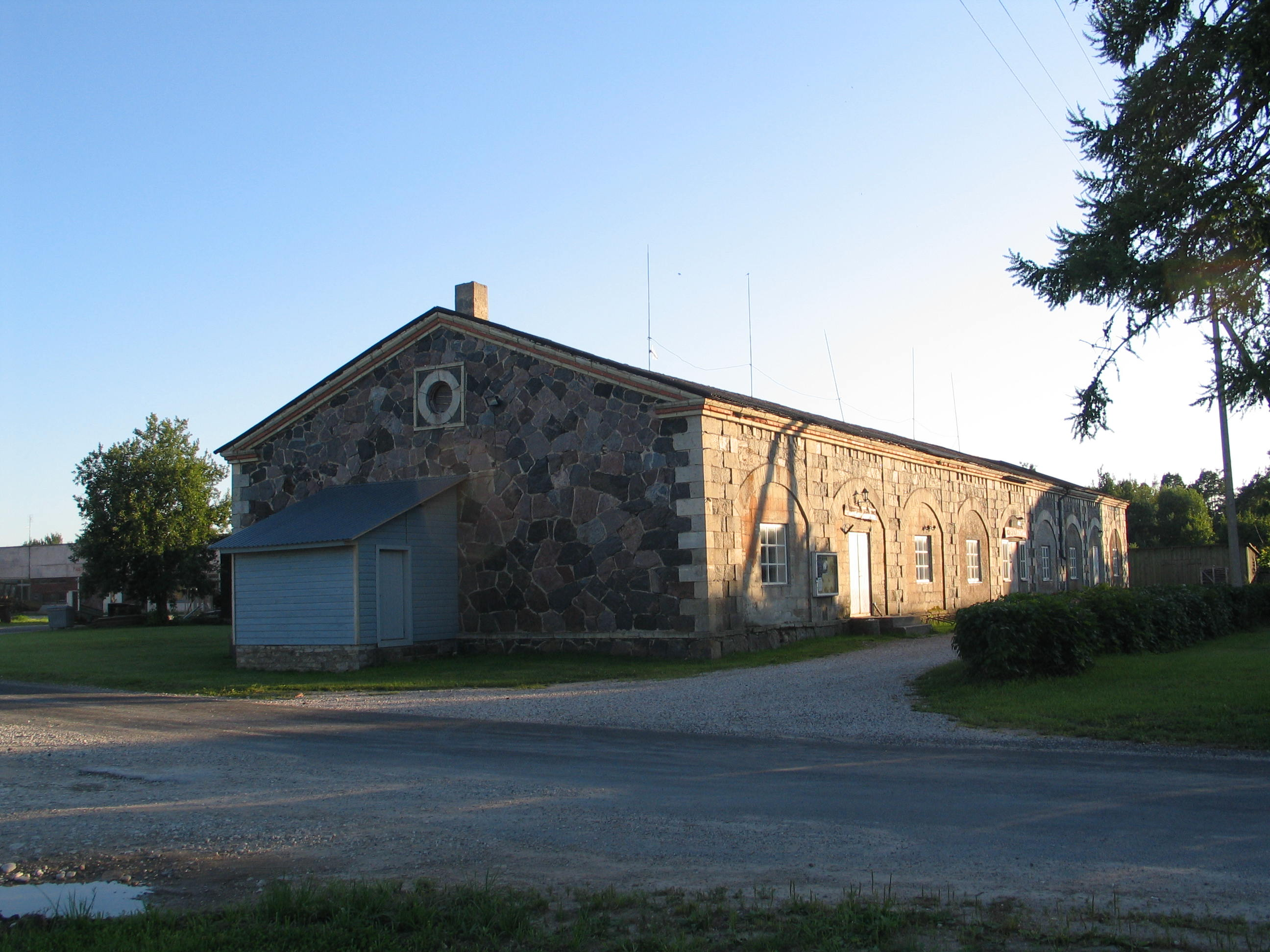
Историческое здание торговой лавки в деревне Пийри, в советское время — дом культуры

Считается, что деревня возникла в конце XIX века, в более ранних ревизиях она не упоминается. В деревне находился волостной дом волости Муху-Сууре (нем. Mohn-Grossenhof, эст. Muhu-Suure vald, в настоящее время это территория деревни Линнузе), существовавшей в 1866–1939 годах.